# Liten jordgalla
Liten jordgalla (Gratiola neglecta) är en grobladsväxtart som beskrevs av John Torrey. Enligt Catalogue of Life ingår Liten jordgalla i släktet jordgallor och familjen grobladsväxter, men enligt Dyntaxa är tillhörigheten istället släktet jordgallor och familjen grobladsväxter. Arten har ej påträffats i Sverige. Inga underarter finns listade i Catalogue of Life.

## Bildgalleri

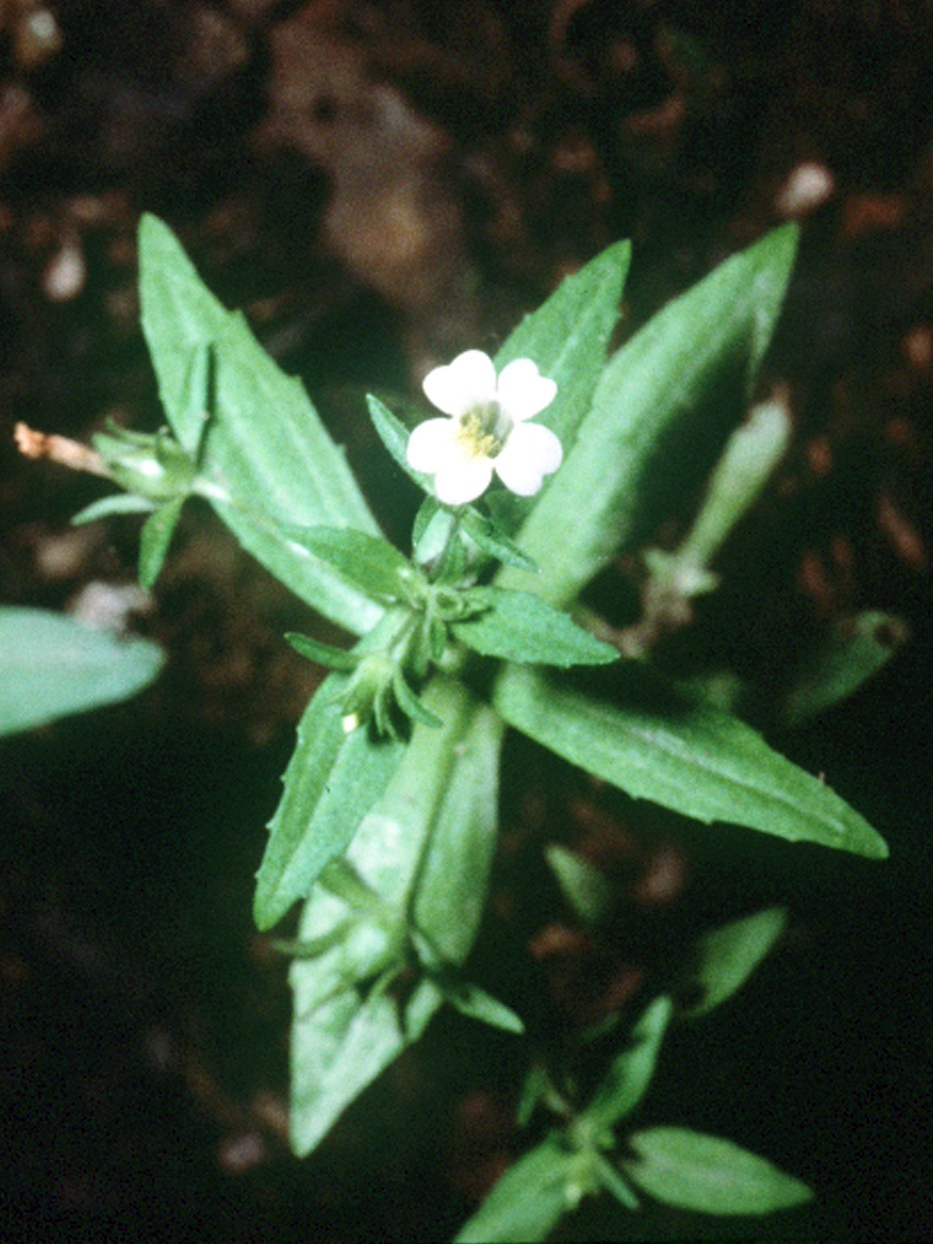